# Jornada del Brasil
La jornada del Brasil fue una expedición militar de la Monarquía española llevada a cabo en 1625 contra las fuerzas holandesas que ocupaban la ciudad de Salvador de Bahía, como extensión de la guerra de Flandes o Guerra de los 80 años que en aquellos tiempos se libraba en los Países Bajos.
Tras la captura en mayo de 1624 de la colonia portuguesa de Salvador de Bahía por parte de la flota de las Provincias Unidas de los Países Bajos junto a la de la Compañía Neerlandesa de las Indias Occidentales, Felipe IV, rey de las Españas, ordenó armar una flota conjunta castellano-portuguesa (pues de Portugal eran los territorios atacados y de Castilla era el deber de defender las costas de toda la Monarquía en los 5 continentes) con el objetivo de recuperar la ciudad.
Nombrado Capitán General de Mar y Tierra Fadrique de Toledo, la escuadra portuguesa partió de Lisboa y las escuadras españolas, de Cádiz, juntándose la flota en Cabo Verde en febrero de 1625 totalizando 38 naves, 21 de las cuales eran Galeones.  Cruzaron el océano Atlántico y, al llegar frente a Salvador, la asediaron durante un mes, al cabo del cual se consiguió la capitulación.

## Historia
Un año antes una flota al servicio de la Compañía Neerlandesa de las Indias Occidentales, creada en 1621, había asaltado Salvador de Bahía, entonces capital del Brasil, dirigida por el almirante Jacob Willekens, consiguiendo reducir a una guarnición gobernada por el gobernador Diego de Mendoza Hurtado, quien fue apresado junto con su hijo, el obispo, el principal de los jesuitas y otros ilustres personajes. Después se saqueó la ciudad mientras la población abandonaba el lugar, que no fue incendiado: los holandeses pensaban quedarse en una plaza de tan alto valor estratégico, ya que los portugueses eran sus máximos competidores entre las potencias colonizadoras de ultramar. Así que se nombró un gobernador holandés, Juan van Dort. La resistencia se reorganizó en el Arrabal de Rio Vermelho y consiguió contener a los invasores en el perímetro urbano de la ciudad. En el año 1624 la llamada «Tregua de los doce años» había llegado a su fin; los holandeses deseaban sacar el máximo provecho al reiniciar las hostilidades y pensaban quedarse con el comercio de azúcar en la región.
Don Fadrique de Toledo, capitán general de la Armada del Mar Océano que había vencido varias veces en combates navales a holandeses e ingleses, recibió la orden de desalojar a los neerlandeses. A su cargo fue puesta una flota de 26 navíos provista de 450 cañones y 3500 soldados de desembarco, compuesta por naves del estrecho al mando de Juan Fajardo, de Nápoles al mando de Francisco de Ribera, de Portugal al mando de Manuel de Meneses, de Vizcaya al mando de Martín de Vallecilla y de Cuatro Villas al mando de Francisco Acevedo.

## Batalla
El 29 de marzo de 1625 casi una treintena de barcos españoles bloquearon la bahía y pocos días después desembarcó la infantería de marina. El asedio se prolongó durante un mes hasta que los holandeses se rindieron y las tropas españolas tomaron 18 banderas, seis naves, 260 cañones y 500 quintales de pólvora; recuperaron además las mercancías saqueadas al tomarse la ciudad, valoradas en 300.000 ducados. Por el bando español falleció el maestre de campo Pedro Ossorio, seis capitanes y 65 soldados.

## Posterioridad
Unos meses después arribó a Salvador de Bahía otra flota holandesa de 34 buques, comandada por Boudewijn Hendricksz, que desconocía que el asedio español había concluido en victoria. Al toparse con la armada de Fadrique en puerto, dieron media vuelta.
La expulsión de los holandeses de Bahía, el sitio y toma de Breda, el fallido intento anglo-holandés por conquistar Cádiz, la exitosa defensa de San Juan frente a los holandeses y el socorro de Génova frente a los franco-saboyanos, convirtieron a 1625 en un annus mirabilis para España. Por desgracia, en un audaz acto de corso en el Caribe, el almirante holandés Piet Heyn, al servicio de la Compañía de las Indias Occidentales, interceptó y saqueó en la batalla de la Bahía de Matanzas, en 1628, la flota española procedente de México que transportaba el cargamento anual de plata extraída de las colonias americanas posibilitando una nueva invasión, esta vez de la Capitanía de Pernambuco; de ahí fue más difícil echarlos y su gobierno se extendió de 1630 a 1654.